# Бервица
Бервица (укр. Бервиця) — село, входит в Броварский район Киевской области Украины.
Население по переписи 2001 года составляло 259 человек. Почтовый индекс — 07425. Телефонный код — 4594. Занимает площадь 1,91 км². Код КОАТУУ — 3221285602.

## Временная российская оккупация (2022)
Во время российского вторжения в Украину в 2022 году село было оккупировано со 2 по 30 марта. По данным полиции, российские войска устроили в деревне штаб и убили двоих жителей. Было разрушено 30 жилых домов и 10 автомобилей гражданского населения; сообщалось о грабежах местных жителей. Российская колонна в деревне была разбита Вооруженными силами Украины.

## Местный совет
07425, Киевская область, Броварский район, с. Мокрец, Новая улица, 1.